# 삼양식품
삼양식품(三養食品)은 1961년에 설립된 대한민국의 대기업이다. 삼양라면, 불닭볶음면 등 다양한 라면과 스낵 및 식품을 생산 및 판매하고 있다. 본사는 서울특별시 성북구 오패산로3길 104 (하월곡동)에 있다.

## 연혁
- 1961년 9월: 삼양제유로 설립
- 1961년 10월: 상호명을 삼양제유에서 삼양공업으로 변경
- 1963년 9월: 국내최초 인스턴트 라면 생산 (일본 묘조식품과 기술 전수)
- 1965년 10월: 상호명을 삼양공업에서 삼양식품공업으로 변경
- 1967년 11월: 공장을 서울특별시 성북구 월곡동에서 서울특별시 도봉구 도봉동으로 이전
- 1969년 1월: 삼양유업(주) 설립
- 1971년 2월: 삼양식품 익산공장 준공
- 1973년 11월: 대관령목장 공사 착공
- 1978년 1월: 삼양유지사료(주) 설립
- 1978년 10월: 의료법인 대화의원 개원
- 1979년 5월: 삼양식품 청주공장 준공
- 1980년 7월: 삼양식품 미국 현지법인 삼양USA 설립
- 1980년 12일: 삼양식품 원유가공공장 준공 준공
- 1987년 3월: 삼양양조간장 간장업계최초 KS마크 획득
- 1989년 1월: 삼양식품 대구공장 가동
- 1989년 2월: 삼양식품 원주공장 준공
- 1989년 11월: 우지사건 발생
- 1990년 3월: 문막 인쇄공장 기공
- 1990년 6월: 상호명을 삼양식품공업에서 삼양식품으로 변경
- 1996년 10월: 삼양식품이 1997 동계 유니버시아드 대회 공식 후원사 지정
- 1997년 2월: 월곡사옥 완공
- 1997년 8월: 대법원 우지사건 무죄 판결이 나옴
- 1998년 1월: IMF당시에 삼양식품이 화의신청
- 1998년 9월: 화의인가
- 2001년 7월: 대관령 유기질 비료공장 완공
- 2002년 11월: 본사를 종로구 수송동에서 성북구 하월곡동으로 이전.
- 2005년 3월: 화의종결
- 2009년 12월: 삼양식품-한국장애인고용공단 자회사형 표준사업자 MOU 체결
- 2010년 8월: 외식업체 호면당 인수
- 2011년 4월: 삼양식품 장애인 자회사형 표준사업자로 삼양THS 설립
- 2011년 8월: 제주우유 인수
- 2011년 9월: 삼양식품 창립50주년
- 2015년 9월:  양내츄럴스, 냉동식품 전문업체 '새아침'인수
- 2016년 9월: 삼양식품 온라인 쇼핑몰 '삼양맛샵' 오픈
- 2017년 1월: 핵불닭볶음면 출시
- 2017년 8월: 삼양라면 매운맛 출시 및 삼양제분 주식회사 법인 설립
- 2017년 12월: 삼양제분 공장 준공
- 2018년 4월: 스리라차 볶음면 출시
- 2018년 9월: 카카오프렌즈 협업으로 콜라보레이션 라면과 스낵상품을 출시
- 2018년 11월: 참참참 계란탕면 출시
- 2019년 9월: 쉐킷쉐킷, 악어밥 출시
- 2019년 12월: 삼양식품-밀양시-한국토지주택공사 투자협약 MOU 체결
- 2020년 4월: 삼양라면골드(1982)와 이백냥(1987) 한정판 출시
- 2020년 10월: 삼양식품이 밀양 나노융합국가산단에 신공장 착공
- 2021년 9월: 삼양식품 창립60주년을 맞이해 삼양라면 60주년 에디션 한정판 출시
- 2022년 5월: 삼양식품이 밀양 나노융합국가산단에 신공장 준공
- 2022년 8월: 애니메이션 검정고무신과 콜라보 상품 출시 (삼양라면 검정고무신 에디션)
- 2023년 9월: 삼양식품그룹에서 삼양라운드스퀘어로 명칭 변경

## 본점 및 지점 현황
- 본점 : 서울특별시 성북구 오패산로3길 104 (하월곡동)
- 호남지점 : 전북특별자치도 익산시 익산대로21길 1-12 (모현동2가)
- 원주지점 : 강원특별자치도 원주시 우산로 177 (우산동)
- 문막지점 : 강원특별자치도 원주시 문막읍 왕건로 49
- 밀양지점 : 경상남도 밀양시 부북면 감천리 534-2

## 같이 보기
- 대한민국의 기업 목록